# Emil Karewicz

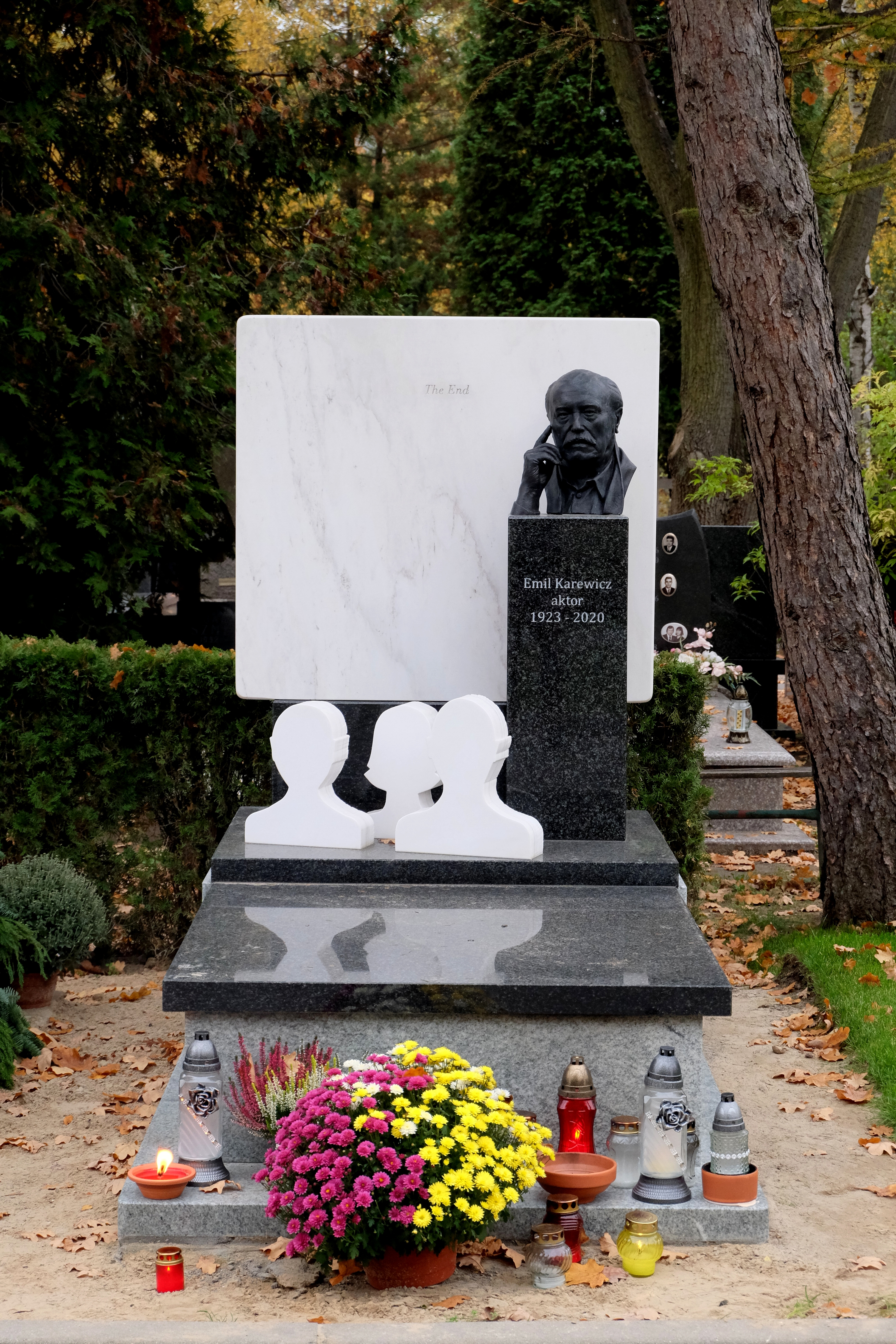
Grób Emila Karewicza na Cmentarzu Wojskowym na Powązkach w Warszawie

Emil Karewicz, właśc. Emilian Alojzy Karewicz (ur. 13 marca 1923 w Wilnie, zm. 18 marca 2020 w Warszawie) – polski aktor teatralny, filmowy i radiowy.

## Kariera aktorska
Karierę aktorską rozpoczął na bezpłatnym stażu w Wilnie w 1940, w tamtejszym Teatrze Małym, gdzie zagrał rolę Małpy w Kwartecie I. Kryłowa (scenę dzielił m.in. z Hanną Skarżanką). Po rozwiązaniu teatru pod koniec czerwca 1941 podjął się pracy w firmie transportowej przez Arbeitsamt, aby uniknąć wywiezienia na roboty przymusowe do III Rzeszy. Pod koniec wojny został aresztowany, a następnie przewieziony do Białegostoku, gdzie wcielony został do kompanii strzeleckiej 2 Armii Wojska Polskiego, z którą przeszedł szlak do Berlina. Po krótkim okresie przeniesiono go do plutonu artystycznego, który organizował koncerty dla wojska. Służbę wojskową zakończył w 1947. W międzyczasie ukończył też Studio Dramatyczne prowadzone przez Iwona Galla w Krakowie. W 1948 debiutował na scenie rolą kelnera w Klubie kawalerów Michała Bałuckiego w Miejskim Teatrze Wybrzeże w Gdańsku. Pod koniec lat 40. występował również w Teatrze Kameralnym w Sopocie, a następnie od 1949 na scenach łódzkich: im. S. Jaracza (1949–1957, 1958–1960) i Państwowym Teatrze Nowym (1960–1962); z rocznym epizodem w Teatrze Polskim w Poznaniu (1957–1958). Od 1962 związany z Warszawą, gdzie grał w teatrach: Ateneum (1962–1965), Dramatycznym (1965–1967) i Ludowym (od 1967; w 1974 przemianowanym na Nowy). Na emeryturę przeszedł w 1983.
Zagrał m.in. Oktawiana Augusta w Juliuszu Cezarze W. Shakespeare’a, Capignaca w Buonapartem i Sułkowskim R. Brandstaettera, Franciszka Moora w Zbójcach F. Schillera, Gospodarza w Weselu S. Wyspiańskiego (Łódź), Liapkin-Tiapkina w Rewizorze N. Gogola, Spodka w Śnie nocy letniej W. Shakespeare’a, Hetmana Kossakowskiego w Horsztyńskim J. Słowackiego, Pagatowicza w Grubych rybach M. Bałuckiego, Łomowa w Oświadczynach A. Czechowa, Janusza w Panu Jowialskim A. Fredry, Jenialkiewicza w Wielkim człowieku do małych interesów A. Fredry, Stomila w Tangu S. Mrożka, Geronta w Szelmostwach Skapena Moliera (Warszawa).
Największą popularność przyniosły mu role: Hermanna Brunnera w serialu Stawka większa niż życie, oficera Gestapo w filmie Jak rozpętałem drugą wojnę światową, a także króla Władysława Jagiełły w filmie Krzyżacy.
Występował w Teatrze Telewizji i Teatrze Polskiego Radia. W 2004 odcisnął swoją dłoń w Alei Gwiazd w Międzyzdrojach. Był ambasadorem Domu Artystów Weteranów w Skolimowie.
18 czerwca 2013, nakładem Wydawnictwa Melanż, ukazała się autobiografia Emila Karewicza zatytułowana „Moje trzy po trzy” (oprac. literackie Paweł Oksanowicz, ISBN 978-83-928029-5-2). W 2015 artysta zakończył karierę aktorską ze względu na postępującą chorobę.

## Życie prywatne
Był jedynym dzieckiem byłego oficera Cesarskiej Armii Rosyjskiej, później strażaka i felczera, i jego żony, Anny (1887–1973). Rodzice zamieszkali w 1919 w Wilnie. Związek ten nie był udany z powodu alkoholizmu i cudzołóstwa ojca. Kiedy miał 7 lat, jego rodzice się rozstali, a po rozprawie rozwodowej zamieszkał z matką. W latach 30. był ministrantem w wileńskiej parafii. Ponadto należał do lokalnej drużyny harcerskiej, którą Komenda Obrony Przeciwlotniczej Miasta zatrudniła jako gońców i przy obsłudze telefonów podczas obrony Wilna w czasie II wojny światowej.
Krótko po ukończeniu 18. roku życia ożenił się z Ewą, poznaną podczas pracy w firmie transportowej w 1941. Po II wojnie światowej rozwiedli się. Z drugą żoną, Delfiną, miał córkę Sylwię. Od 1950 do 2012 jego trzecią żoną była Teresa Karewicz (1925–2012), z którą miał dwójkę dzieci: Krzysztofa i Małgorzatę. W połowie lat 70. zamieszkali w domu z ogrodem w Aninie. Teresa zmarła po długiej chorobie sercowej 29 kwietnia 2012 w szpitalu w Aninie.
Oprócz aktorstwa, pasjonował się malarstwem, grą na pianinie i komponowaniem piosenek. Rysował karykatury kolegów w teatrach, dorabiając przy tym do gaży aktorskiej. Wiele obrazów namalował z pamięci, m.in. pejzaże Wilna i okolic; także w plenerze. Swoje prace kilkakrotnie wystawiał na wystawach w warszawskim Klubie Dowództwa Garnizonu przy alei Niepodległości 141, w Akademii Obrony Narodowej w Rembertowie, w Łódzkim Domu Kultury i w zamku w Nidzicy.
Aktor cierpiał na niewydolność serca (przez co spędził ponad tydzień w Instytucie Kardiologii im. Prymasa Tysiąclecia Stefana Kardynała Wyszyńskiego w 2009), a przez ostatnie lata życia zmagał się również z chorobą Ménière’a. Miał także wszczepiony rozrusznik serca.
17 marca 2020, około godziny 12 w południe, trafił do szpitala w Międzylesiu, gdzie stwierdzono u niego udar mózgu. Zmarł następnego dnia o godzinie 4 rano. W czasie pobytu w szpitalu tylko na sekundę odzyskał przytomność. Urnę z prochami Emila Karewicza złożono w Alei Zasłużonych na Cmentarzu Wojskowym na Powązkach (kwatera G-TUJE-52). Ze względu na pandemię COVID-19 pogrzeb odbył się 23 czerwca 2020. Ceremonia miała charakter państwowy i świecki.

## Ordery i odznaczenia
- Krzyż Komandorski Orderu Odrodzenia Polski – za „wybitne zasługi dla kultury polskiej” (2020, pośmiertnie)[5][6][7][19]
- Order Krzyża Grunwaldu III klasy
- Krzyż Oficerski Orderu Odrodzenia Polski (1988)
- Krzyż Kawalerski Orderu Odrodzenia Polski (1982)
- Złoty Krzyż Zasługi (1977)
- Medal Zwycięstwa i Wolności 1945
- Medal 10-lecia Polski Ludowej (1955)[20]
- Złota odznaka honorowa „Za Zasługi dla Warszawy”[21]
- Honorowa Odznaka Miasta Łodzi[21]
- Odznaka „Za Wybitne Zasługi dla ZKRPiBWP” (2013)[22]

## Występy wTeatrze TV(wybrane)
- Maximathic
- Młodość bez młodości
- Oszukana
- Poletko nad jeziorem
- Żółty Krzyż
- Faust
- Kryptonim Maks (Teatr Sensacji „Kobra”) jako leśniczy
- Amerykańska guma do żucia „Pinky” (Teatr Sensacji „Kobra”) jako kapitan MO prowadzący śledztwo
- Stawka większa niż życie (Teatr Sensacji „Kobra”) jako Hermann Brunner

## Filmografia
- (1950) Warszawska premiera – Georg
- (1951) Młodość Chopina – porucznik Józef Zaliwski
- (1951) Owe dni – sierżant
- (1955) Podhale w ogniu – dowódca hajduków
- (1956) Cień – Jasiczka, prowokator NSZ
- (1956) Nikodem Dyzma – Melonek, komisarz policji
- (1956) Kanał – porucznik AK „Mądry”, zastępca „Zadry”
- (1957) Skarb kapitana Martensa – Pieloch
- (1957) Pętla – Gienek, kelner w barze „Pod Orłem”
- (1958) Ostatni strzał – Giżycki, sierżant MO
- (1958) Historia jednego myśliwca – niemiecki pilot
- (1958) Ósmy dzień tygodnia – Zawadzki, sublokator Walickich
- (1958) Baza ludzi umarłych – Tadek „Warszawiak”
- (1959) Biały niedźwiedź – hauptmann Grimm
- (1960) Historia współczesna – Kazimierz Bielas
- (1960) Zbieg – milicjant
- (1960) Krzyżacy – król Władysław II Jagiełło
- (1961) Dziś w nocy umrze miasto – Kurt Zumpe
- (1962) Na białym szlaku – oberleutnant Weber
- (1963) Yokmok – Andrzej Klimecki vel Garlicki
- (1963) Ostatni kurs – barman Jurek
- (1966) Przedświąteczny wieczór  – kombatant, kolega Zapały
- (1967) Zamrożone Błyskawice – Jerzy
- (1967–1968) Stawka większa niż życie – Hermann Brunner
- (1969) Zbrodniarz, który ukradł zbrodnię – pułkownik
- (1969) Dzień oczyszczenia – „Stańczyk”, kapitan AK
- (1969) Jak rozpętałem drugą wojnę światową – oficer Gestapo
- (1970) Pogoń za Adamem – Władek Zabłocki
- (1973) Hubal – rotmistrz Stanisław Sołtykiewicz
- (1976) Szaleństwo Majki Skowron – Liwicz, ojciec Bogdana
- (1977) Lalka – Tomasz Łęcki, ojciec Izabeli
- (1977) Żołnierze wolności – kapitan AK (cz. 2)
- (1977) Wszyscy i nikt – Szef, starszy sierżant LWP wracający z wojny
- (1978) Hallo Szpicbródka, czyli ostatni występ króla kasiarzy – Maks
- (1978) Życie na gorąco – Jacques Boissant, pilot w firmie Suzanneta
- (1979) Golem – szef lekarzy
- (1979) Sekret Enigmy – Artur Szlich, pułkownik WP
- (1979) Aria dla atlety – Breitkopf, właściciel cyrku
- (1979) Ojciec królowej – hetman Stanisław Jan Jabłonowski
- (1980) Dzień Wisły – „Florian”, dowódca oddziału partyzanckiego
- (1980) Polonia Restituta – płk Edward House, współpracownik prezydenta Wilsona
- (1982, 1987) Dom jako kapitan kawalerzysta, były dowódca Leszka Talara
- (1983) Katastrofa w Gibraltarze – generał Kazimierz Sosnkowski
- (1983) Na odsiecz Wiedniowi – hetman wielki koronny Stanisław Jan Jabłonowski
- (1983) Alternatywy 4 – Leberka, sąsiad Balcerka z Targówka
- (1984–1987) Zdaniem obrony – mecenas Sokor
- (1986) Okruchy wojny – „Zawieja”
- (1988) Generał Berling – Józef Stalin
- (1994) Bank nie z tej ziemi – Herman Brunet (odc. 12)
- (1997) Sztos – Niemiec
- (1998) Klan – sprzedawca w sklepie z bronią (odc. 146)
- (2000) Rodzina zastępcza – pułkownik Hans Wolf (odc. 30)
- (2000) Bajland – Ignacy, lokaj Rydla
- (2000–2001) M jak miłość – Zenon Łagoda
- (2001) W kogo ja się wrodziłem – Edward Lechotycki, dziadek Tomka
- (2002) Wszyscy święci – Ryszard, ojciec Krystyny
- (2007–2015) Barwy szczęścia – Tadeusz Barczyk
- (2008) Plebania – Dziadek z lasu
- (2012) Hans Kloss. Stawka większa niż śmierć – Hermann Brunner
- (2013) Na dobre i na złe – aktor Marcin (odc. 541)